# بيكي

بيكي هو تميمة كأس العالم لكرة القدم 1986 الذي عقد في المكسيك.
وهو فلفل حار مع شارب ويرتدي قبعة سومبريرو. اسمه من بيكانت الصالحة للأكل.

## مقالات ذات صلة
- تمائم كأس العالم لكرة القدم
- كأس العالم لكرة القدم 1986